# Afrikánské hnutí odporu
Afrikánské hnutí odporu (afrikánsky Afrikaner Weerstandsbeweging) (AWB) je politická organizace v Jihoafrické republice. Jedná se o krajně pravicovou organizaci se separatistickým programem. Hlavním cílem je vznik nezávislého Búrsko-afrikánského státu.

## Historie
Afrikánské hnutí odporu bylo založeno 7. července 1973 Eugènem Terre'Blanchem, který jej také až do své smrti v dubnu 2010 vedl.
AWB se snažilo násilnými akcemi zabránit konci apartheidu.

## Předsedové
- Eugène Terre'Blanche (1973 – 2010)
- Steyn van Ronge (2010 -)